# Муолаа (волость)

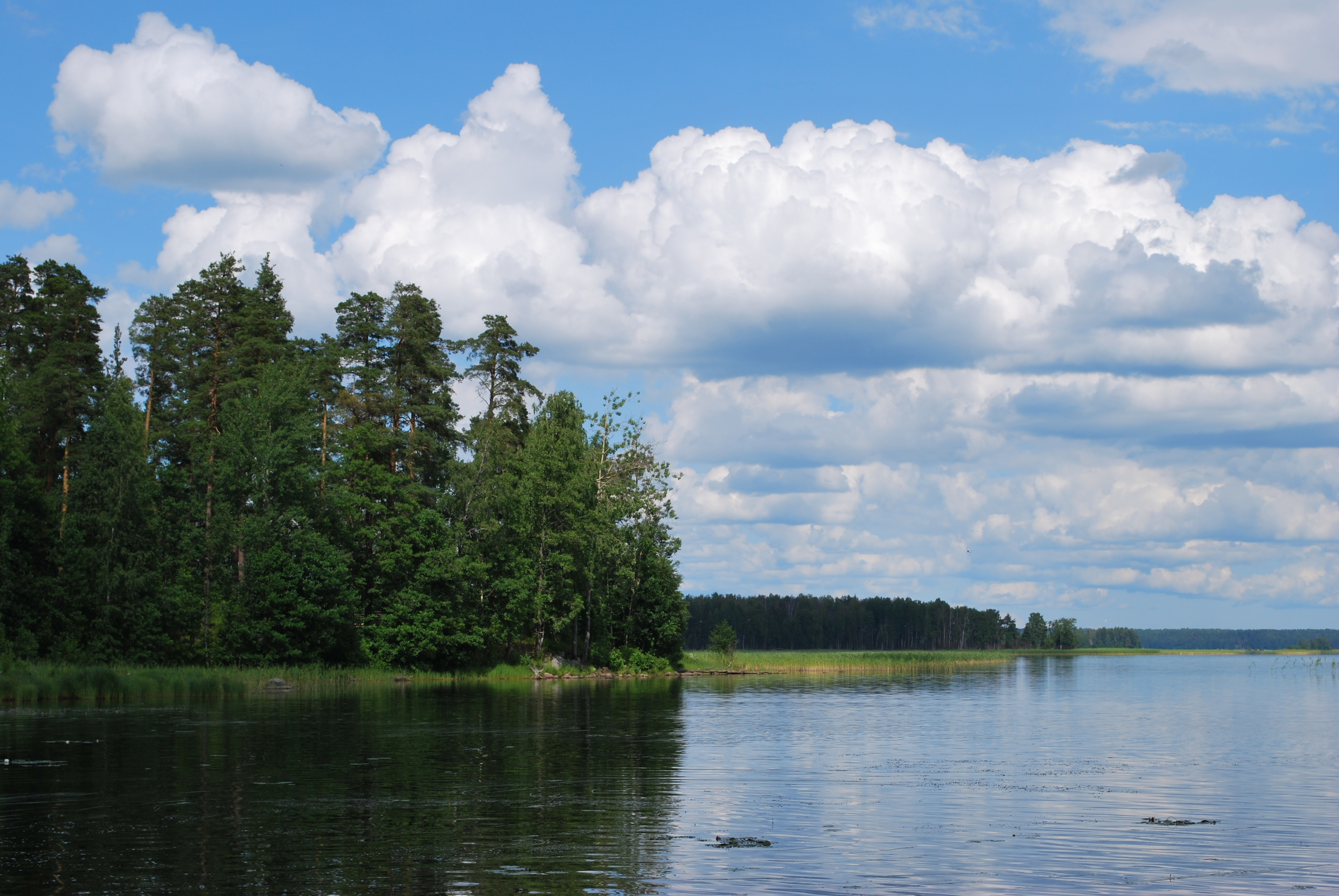
Северо-западный берег озера Глубокое (Муолаанярви) сегодня

Муолаа (фин. Muolaa, швед. Mola) это бывшая финская волость на Карельском перешейке, ныне Красносельское сельское поселение (Ленинградская область). Площадь Муолы составляла 654,7 км² (1938), население 11 959 человек (1939). Соседними с Муолой волостями были Хейнйоки, Эуряпяя и Вуоксела на севере, Валкьярви на востоке, Кивеннапа, Каннелярви и Уусикиркко на юге и Куолемаярви на западе. В 1890 году часть территории волости была выделена в   волость Кюйрёля, но в 1934 году она была снова присоединена к Муолаа. По территориальному делению 1940 года Муолаа принадлежала Выборгскому уезду Выборгской губернии. Волостное правление и церковь Муолаа находились в деревне Кирккоранта (Правдино).

## История
Муолаа был старейшим из приходов к востоку от Выборга. Впервые упоминается в начале XIV века. По результатам Северной войны Карельский перешеек и Выборг перешли России от Швеции. Это время (1700-1721) называется в Финляндии «Большое лихолетье» (Isoviha). Волость стала частью Выборгской губернии, которая до 1811 года входила в состав Российской империи непосредственно, затем относилась к Великому княжеству Финляндскому (1812–1917), а позже к независимой Финляндии (1917-1940).
После советско-финской войны (1941-1944) население Муолаа было переселено в Акаас, Форсса, Хумппила, сельский район Хямеэнлинна, Йокиоинен, Койярви, Кюльмякоски, Сомерниеми, Сомеро, Сяэксмяки, Урьяла, Валкеакоски, Ванайя, Юпяйя.